# Shimun VII Isho'yahb
Shimun VII (nato Īshōʿyahb bar Māmā; ... – Monastero di Rabban Ormisda, 1º novembre 1558) è stato un vescovo cristiano orientale siro, metropolita di Mosul e patriarca della Chiesa d'Oriente dal 1539 al 1558.

## Biografia
Shimun VII succedette a Shimun VI, come patriarca della Chiesa d'Oriente in un momento cruciale nella storia di questa Chiesa cristiana.
Īshōʿyahb bar Māmā era il fratello minore del patriarca Shimun VI. Durante il regno di suo fratello, fu designato come suo successore o natar kursya ("guardiano del trono"). Viene menzionato per la prima volta come natar kursya nel colophon di un manoscritto del 1504. Nell'ottobre 1538, due mesi dopo la morte di Shimun VI (5 agosto 1538), è ancora documentato come metropolita di Mosul. La sua elezione a patriarca è avvenuta dopo questa data, probabilmente nel 1539.
Īshōʿyahb prese il nome di Shimun, e come patriarca è documentato per la prima volta nel colophon di un manoscritto del 1539. In questo periodo la successione patriarcale nella Chiesa d'Oriente era ereditaria, normalmente da zio a nipote o da fratello a fratello. Questa pratica, introdotta a metà del XV secolo dal patriarca Shimun IV Basidi (morto nel 1497), finì per provocare uno scisma nella Chiesa d'Oriente. Nel 1551 un'assemblea di vescovi, monaci, clero e laici nestoriani elessero un nuovo patriarca, Yohannan Sulaqa, abate di Rabban Ormisda, che prese il nome di Shimun VIII e fu consacrato a Roma da papa Giulio III. Da questo momento l'antica Chiesa d'Oriente si divise in due, quella rimasta fedele alla propria tradizione teologica, e quella in comunione con la Chiesa cattolica (oggi denominata Chiesa cattolica caldea).
Le testimonianze sul patriarcato di Shimun VII sono fortemente negative, poiché dovute quasi esclusivamente ai suoi oppositori, sostenitori di Shimun VIII. All'inizio del suo patriarcato aveva designato suo nipote dodicenne, Hnanisho', come natar kursya e suo successore, presumibilmente perché non erano disponibili parenti più anziani. Più tardi trasferì la successione a un altro nipote, il quindicenne Eliya, il futuro patriarca Elia VI o VII. Questo portò all'accusa di aver posto minorenni a incarichi così importanti come quello di "custode del trono patriarcale". I suoi avversari lo accusarono inoltre di crimini come la vendita di uffici ecclesiastici e il permesso della pratica del concubinato.
Shimun VII morì mercoledì 1º novembre 1558, come documenta la lapide funeraria conservata nel monastero di Rabban Ormisda, dove aveva posto la sua residenza patriarcale.

## Shimun VIII Denha
Alcune cronotassi dei patriarchi della Chiesa d'Oriente inseriscono un patriarca di nome Shimun VIII Denha, dal 1551 al 1558, da non confondere con Shimun VIII Sulaqa. Questo patriarca non è mai esistito, come hanno dimostrato gli studi di Habbi e Lampart.
Per giustificare la ribellione contro il patriarca Shimun VII, legittimamente eletto, i sostenitori di Shimun VIII Sulaqa dichiararono, davanti a papa Giulio II, che alla sua morte, nel 1551, era succeduto un patriarca minorenne, non eletto dalla Chiesa d'Oriente, Shimun VIII Denha. Contro quest'illegittima e anticanonica elezione, i sostenitori di Sulaqa chiedevano l'appoggio della Chiesa di Roma e del papa.
Che Shimun VII fosse ancora vivo nel 1551, e che morì nel 1558, lo dimostra una lettera del francescano Ambrogio Buttigeg scritta il 12 gennaio 1555 al papa, nella quale riferì che il vecchio patriarca era ancora vivo ed aveva causato con le sue azioni la morte del Sulaqa.